# Nyctiplanctus jamaicensis
Nyctiplanctus jamaicensis es una especie de insecto coleóptero de la familia Chrysomelidae.
Fue descrita científicamente en 1963 por Blake.